# Niskot
Niskot (en népalais : निस्कोट) est un comité de développement villageois du Népal situé dans le district de Myagdi. Au recensement de 2011, il comptait 2 201 habitants.